# Ligne de Neuilly-la-Forêt à Isigny-sur-Mer
La ligne de Neuilly-la-Forêt à Isigny-sur-Mer est une ancienne ligne de chemin de fer du réseau ferré national français. C'était un court embranchement entre la ligne de Mantes-la-Jolie à Cherbourg et le port d'Isigny-sur-Mer.

## Histoire
Le 10 décembre 1875, un rapport est présenté devant l'Assemblée nationale en vue d'étoffer le réseau ferré national. Une ligne reliant le port d'Isigny-sur-Mer à la ligne Paris - Cherbourg est mise à l'étude,. La construction de cette ligne non concédée est déclarée d'utilité publique le 13 juin 1878,. Une loi du 31 juillet 1879 autorise le ministère des Travaux publics à entamer les travaux de construction de la ligne. La loi du 7 janvier 1881 autorise l'État à assurer l'exploitation provisoire de la ligne, puis le 25 avril un décret approuve la concession provisoire de la ligne à la Compagnie des chemins de fer de l'Ouest. La ligne est ouverte le 3 juillet 1881. La ligne est cédée par l'État à la Compagnie des chemins de fer de l'Ouest par une convention signée entre le ministre des Travaux publics et la compagnie le 17 juillet 1883. Cette convention est approuvée par une loi le 20 novembre suivant.

Le 2 octobre 1955, le trafic voyageur cesse sur la ligne. Puis le trafic fret est à son tour interrompu le 7 mai 1971. L'ensemble de la ligne est déclassé le 26 juillet 1973.

## Caractéristiques

### Gares et haltes
La gare d'Isigny-sur-Mer était en cul-de-sac. Un embranchement contournait toutefois le bâtiment voyageur (qui existe toujours, reconverti en cinéma) par le nord afin de desservir le port sur le bord de l'Aure.